# Arborophila brunneopectus
Arborophila brunneopectus este o specie de potârnichi⁠(d) din familia Phasianidae. Se găsește în sud-vestul Chinei și Asia de Sud-Est.

## Taxonomie
Zoologul englez Edward Blyth⁠(d) a descris pentru prima dată specia în 1855.
A. brunneopectus are trei subspecii:
- A. b. albigula (Robinson și Kloss, 1919)
- A. b. brunneopectusI (Blyth, 1855)
- A. b. henrici (Oustalet,1896)

Aceste subspecii diferă prin coloritul și modelele părților inferioare și respectiv ale capului. Unii identifică Arborophila javanica⁠(d) și Arborophila orientalis⁠(d) sau chiar Arborophila rufipectus⁠(d) sau Arborophila hyperythra⁠(d) ca supraspecii ale speciei . brunneopectus.

## Descriere
O astfel de pasăre are de obicei lungimea totală de 28 cm, cu o anvergură medie a aripilor de 14,4 cm la masculi și de 13,4 cm la femele. În general, coada are 6–7 cm, iar ciocul aproximativ 2–2,1 cm în lungime. În medie, masculii au un tars de 4,2 cm, în timp ce femelele îl au de 3,9 cm.
Culoarea masculilor este asemănătoare cu cea a femelelor. Culoarea este în cea mai mare parte bubalin, cu negru pornind dinspre cioc, în jurul ochilor și până la gât. Fruntea este neagră și vârful penelor de-a lungul spatelui sunt negre. Are pleoapele roșii, iar penele aripilor sunt albe cu vârfuri negre, adăugând brun în apropierea spatelui păsării.

## Răspândire și habitat
Păsările din specia Arborophila brunneopectus se găsesc în Cambodgia, China, Laos, Myanmar, Thailanda și Vietnam pe o suprafață estimată la 486.000 km².
Printre habitate lor naturale se numără păduri umede subtropicale sau tropicale situate la altitudine joasă și păduri montane umede subtropicale sau tropicale. Se întâlnesc de obicei la altitudini relativ joase, sub 910 m, dar au fost văzute și la 1.500 m sau chiar mai mult.

## Comportament și ecologie
Conviețuiesc în grupuri de 4–9 păsări, formate de obicei din doi părinți și ultimii lor descendenți sau uneori din două familii. Se hrănesc cu semințe, cochilii mici și insecte găsite în frunzele de pe litiera pădurii. Când sunt perturbate de oameni, păsările se împrăștie rapid în subarboret. Masculii captivi atrag o pereche expunându-și penele roșii din jurul gâtului și emițând sunete. Se reproduc prin mai până în iunie, iar ouăle lor de 37 x 28 mm sunt de obicei depuse într-o gaură acoperită cu bambus și iarbă.

## Stare de conservare
Specia Arborophila brunneopectus a fost clasificată de către Uniunea Internațională pentru Conservarea Naturii ca fiind neamenințată cu dispariția datorită arealului său mare; cu toate acestea, numărul de indivizi al populației sale scade lent din cauza pierderii habitatului și a vânătorii, deși această scădere nu este suficient de alertă pentru a justifica clasificarea speciei drept vulnerabilă⁠(d).